# Shin Kamen Rider Prologue
Shin Kamen Rider Prologue (真・仮面ライダー 序章?, Shin Kamen Raidā Purorōgu, lett. "Prologo del Vero Kamen Rider") è un film del 1992 diretto da Osamu Tsuiji.
La pellicola è l'undicesimo capitolo del franchise dei Kamen Rider.
Realizzato per celebrare il 20º anniversario di Kamen Rider, il film è indirizzato a un pubblico di adulti che erano fan delle serie classiche, trattando la pura essenza del personaggio di Rider e le sue origini, ambientandolo in un ambiente moderno, realistico e mostrando la tristezza del personaggio di Kamen Rider, che è un individuo trasformato in un mostro contro la sua volontà.
Ma i drastici cambiamenti al personaggio non furono graditi al pubblico e il film fu un insuccesso, scartando l'idea per il seguito pianificato.
Shin Kamen Rider assomiglia più a un mostro che a un supereroe dei tokusatsu.
Shotaro Ishinomori fa un cameo nel film.
La durata è di 90 minuti.

## Trama
I dottori Kazamatsuri e Onizuka sono esperti di genetica che fanno delle ricerche per curare mali come l'AIDS e il cancro attraverso degli esperimenti per potenziare il corpo umano.
La cavia è Shin Kazamatsuri, un motociclista da corsa e figlio del dottor Kazamatsuri.
A loro insaputa, le loro operazioni sono finanziate da una associazione, che pianifica di usare gli esperimenti per avere dei super uomini da sfruttare per i loro scopi; avevano già fatto degli esperimenti per creare dei guerrieri cyborg.
Comunque, il sindacato non sapeva delle ambizioni segrete di Onizuka che voleva creare una nuova specie unendo il DNA di cavallette con quello umano.
Onizuka l'ha testato su se stesso, avendo più successo rispetto alla volta in cui ha testato Shin.
Nel frattempo, una creatura assassina vaga per la città, mentre Shin ha sogni di essa.
Mentre Shin crede di essere lui il responsabile degli omicidi, scopre che in realtà è stato Onizuka.
Dopo aver testato la sua formula su se stesso, Onizuka è diventato una sorta di locusta umanoide, sviluppando una telepatia che gli permette di comunicare con Shin, ecco perché Shin aveva visioni delle vittime della creatura.
L'associazione viene a sapere di Onizuka e lo vuole catturare, e come se non bastasse, un agente della CIA sta inseguendo Shin e lo vuole eliminare.
Shin cerca di scoprire quello che può riguardo all'esperimento che ha mutato il suo corpo e ha messo i suoi cari in pericolo.

## Personaggi
Shin Kazamatsuri/Shin Kamen Rider (Guerriero Cyborg Level 3)(風祭 真／仮面ライダーシン（改造兵士レベル3）
Kazamatsuri Shin/Kamen Raidā Shin (Kaizō Heishi Reberu Surī).
Ai Asuka (明日香 愛 Asuka Ai)
La fidanzata di Shin e infermiera dell'ISS(Institute of Super Science) dove sono tenuti gli esperimenti.
È lei che rivela a Shin dei piani dell'associazione per poi essere uccisa mentre è incinta del figlio di Shin.
Con il suo ultimo respiro, dice a Shin di proteggere il bambino, che è diventato un nuovo bersaglio del sindacato (ha un legame telepatico con suo padre).
Daimon Kazamatsuri (風祭 大門 Kazamatsuri Daimon)
Scienziato esperto di genetica e padre di Shin, non del tutto consapevole della grave situazione di suo figlio.
Iwao Omuro (氷室 巌 Himuro Iwao)
Il capo della ISS e membro del sindacato. È apparentemente un gentiluomo ma in realtà è una persona crudele.
Viene ucciso da Shin Kamen Rider dopo aver sparato a Ai.
Goushima/Guerriero Cyborg Level 2 (豪島／改造兵士レベル2 Gōshima/Kaizō Heishi Reberu Tsū)
È il braccio destro di Iwao e un vecchio modello di cyborg dell'associazione.
Viene decapitato da Shin dopo un duello, rivelando che la sua testa è una bomba che esplose dopo essere lanciata via da Shin.
Giichi Onizuka/Guerriero Cyborg Level 3 (鬼塚 義一／改造兵士レベル3 Onizuka Giichi/Kaizō Heishi Reberu Surì)
Partner del dottor Kazamatsuri che pianificava la creazione di uomini locusta.
Viene ucciso da agenti della CIA mentre era un uomo locusta.
Sarah Fukamachi (セーラ 深町 Sēra Fukamachi)
L'agente CIA che insegue Shin e quelli dell'associazione.

## Produzione

### Cast
- Shin Kazamatsuri (風祭 真 Kazamatsuri Shin) - Shin Ishikawa (石川 真 Ishikawa Shin)
- Ai Asuka (明日香 愛 Asuka Ai?) - Yumi Nomura (野村 裕美 Nomura Yumi)
- Daimon Kazamatsuri (風祭 大門 Kazamatsuri Daimon) - Akira Ishihama (石濱 朗 Ishihama akira)
- Iwao Himuro (氷室 巌 Himuro Iwao?) - Daijiro Harada (原田 大二郎 Harada Daijirō)
- Goushima (豪島 Gōshima) - Reiji Andou (安藤 麗二 Andō Reiji)
- Giichi Onizuka (鬼塚 義一 Onizuka Giichi) - Kouki Kataoka (片岡 弘貴 Kataoka Kōki?)
- Sarah Fukamachi (セーラ 深町 Sēra Fukamachi) - Kiyomi Tsukada (塚田 きよみ Tsukada Kiyomi)
- Takuya Yuuki (結城 卓也 Yūki Takuya?) - Masanobu Takashima (高嶋 政伸 Takashima Masanobu)

### Staff
- Creatore: Shotaro Ishinomori.
- Diretto da: Osamu Tsuiji.
- Prodotto da: Shin Unosawa, Satoshi Kubo, Nagafumi Hori, Shin'ichirou Shirakura.
- Scritto da: Jun'ichi Myashita, Jo Onodera.
- Musica di: Ryuudou Uzaki, Kaoru Wada, Takefumi Haketa, Yoshihiro Matsura.
- Produttore esecutivo: Katsushi Murakami.
- Direttore effetti speciali: Nobuo Yajima.
- Distribuito da: Toei.

## Colonna sonora

### Canzoni
- Forever
  - Testi: Hiroko Kiruma.
  - Compositore: Ryuudo Uzaki.
  - Cantata da: Noriko Watanabe.